# Rap emo
Sous-genres
Sad rap, emo trap
Le rap emo, également appelé emo rap, emo hip hop ou emotional hip hop,, est un genre dérivé du hip-hop mêlant stylistiquement des éléments du hip-hop à des thèmes et paroles emo et à des éléments issus du rock comme le rock indépendant, le pop punk, et le nu metal.

## Caractéristiques
Le rap emo se distingue du hip-hop dit traditionnel ou grand public de par son contenu lyrique émotionnel et personnel,,. Les paroles se concentrent sur la déprime/dépression, la solitude, l'anxiété, la toxicomanie, le nihilisme, le suicide, la rupture amoureuse et l'auto-médication. Le genre se décrit par un mélange d'instruments liés au rap conscient et au rock indépendant. Horse Head du collectif GothBoiClique décrit le genre comme « ...plutôt nostalgique, mais aussi nouveau... personne n'a jamais rien fait comme ça. C'est genre de l'emo rap ou du trap mélodique. » Les fans et artistes du genre, ainsi que la scène qui les entoure, se considèrent tristes,
Les beats du rap emo sont généralement positifs et incorporent de vrais instruments. Des morceaux de pop punk et emo des années 2000 sont usuellement samplées, un mélange d'abord popularisé par MC Lars en 2004,,. Un tel sampling aurait été influencé en premier lieu par des groupes comme Underoath et Brand New et accompagné d'instruments.

## Histoire

### Précurseurs (2000–2009)

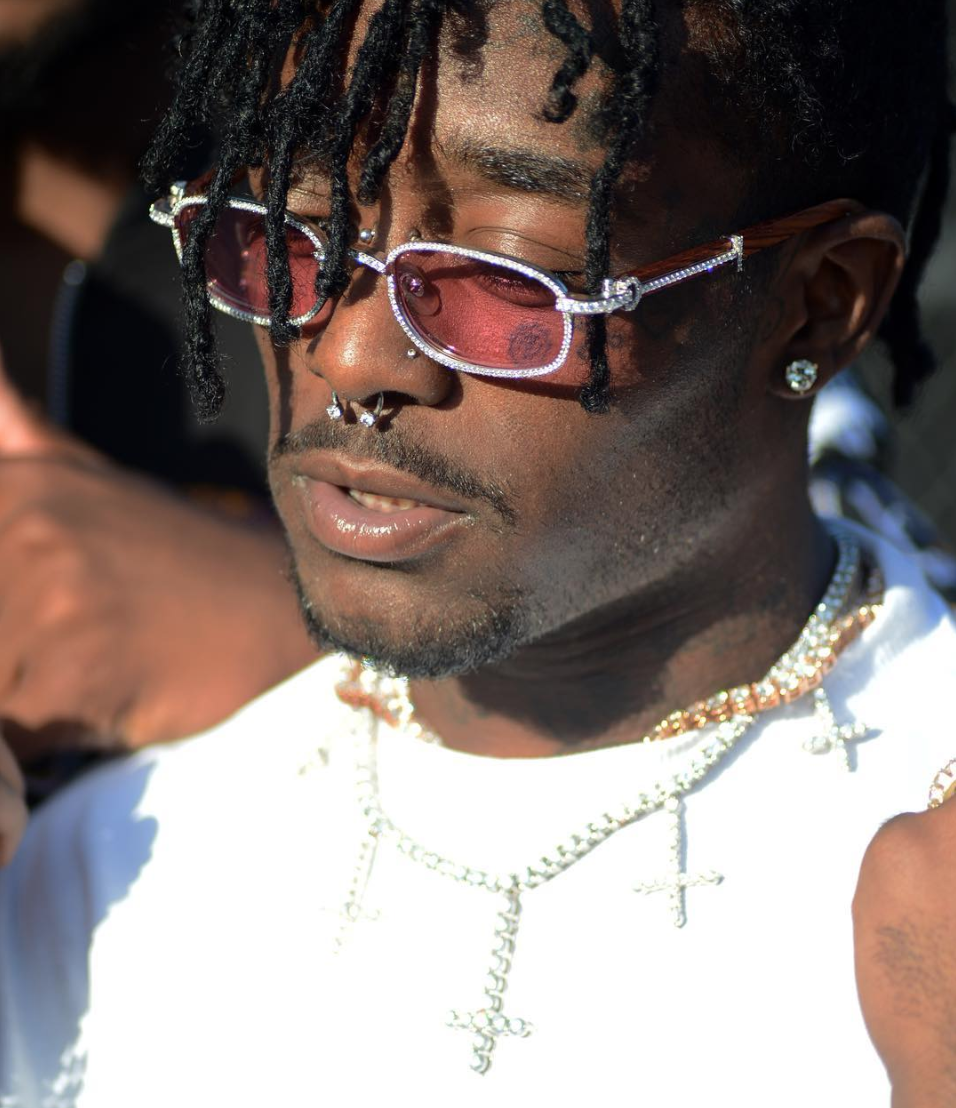
Le rappeur emo Lil Uzi Vert.

Bien que le genre soit considéré comme un nouveau phénomène, l'usage du terme et du hip-hop comprenant des paroles associées à la musique emo date de dix ans en arrière avec des groupes et artistes comme Gym Class Heroes, Hollywood Undead, et Eminem. Également, des rappeurs comme Tupac, Nelly, Jay-Z, Joe Budden, Kanye West, et The Notorious B.I.G. ont également été considéré comme tels de par leurs paroles émotionnelles. Cependant, l'usage du terme ne reflétait pas le genre. Le terme de emo hip hop est à l'origine popularisé par Slug of Atmosphere en 1997.
Kid Cudi est l'un des artistes traitant des paroles émotionnelles comme en témoignent son album Man on the Moon: The End of Day. Cudi sort plus tard Speedin' Bullet 2 Heaven, un album de rock alternatif qui était critiqué pour ses paroles nihilistes,, même si l'artiste lui-même le considérait comme « l'album le plus important de son existence ». Des publications comme HotNewHipHop, DJBooth, et IBTimes notent que Cudi s'inspirait du hip-hop contemporain et considèrent Man on the Moon and Speedin' Bullet 2 Heaven comme les albums pionniers du rap emo.
Drake a aussi influencé le rap emo pour ses instruments et paroles,,,. Des premiers morceaux de Drake comme Take Care et So Far Gone sont catégorisés « emo ».

### Popularité (années 2010)
Une nouvelle vague de rappeurs emos apparaît au cours des années 2010 avec la « génération SoundCloud », composée de rappeurs tels que Lil Peep, XXXTentacion ou Juice Wrld qui incarnent les valeurs emo. Alliant des instrumentales proches du rock avec du rap, voire du chant, ce style musical s'impose dans le rap américain à partir de 2017[réf. souhaitée].

### Succession (années 2020 et plus)
À la suite des rappeurs cités précédemment, de nouveaux artistes enregistrent des sons émotionnels d'autant de leurs paroles que de leurs instrumentales. Comme une seconde vague de développement du style musical, de rappeurs comme The Kid Laroi prennent la suite de rappeurs comme Juice Wrld après son décès le 8 décembre 2019. Il avait par ailleurs fait une tournée en Australie quelques semaines auparavant où The Kid Laroi faisait une représentation en première partie.
En France, au milieu des années 2010, émerge la rappeuse Lean Chihiro, qui produit un rap inspiré notamment des compositions musicales de Yung Lean et Princess Nokia. On retrouve également le rappeur français Youv Dee sur son album La vie de luxe qui nous fait découvrir sa palette artistique mêlant rap, rock et plus rarement métal sur certains morceaux. C'est aussi dans cette catégorie que se classe Yuzmv .

## Artistes notables
- Juice Wrld[45]
- Kid Cudi[46]
- Lil Peep[47],[48]
- Lil Tracy[49]
- Lil Uzi Vert[50]
- Lil Xan[51]
- Nothing,Nowhere[52]
- Princess Nokia[53]
- Trippie Redd[54]
- XXXTentacion[55]
- Yung Lean[56]
- The Kid Laroi[57]
- Iann Dior